# Trừu tượng hình học

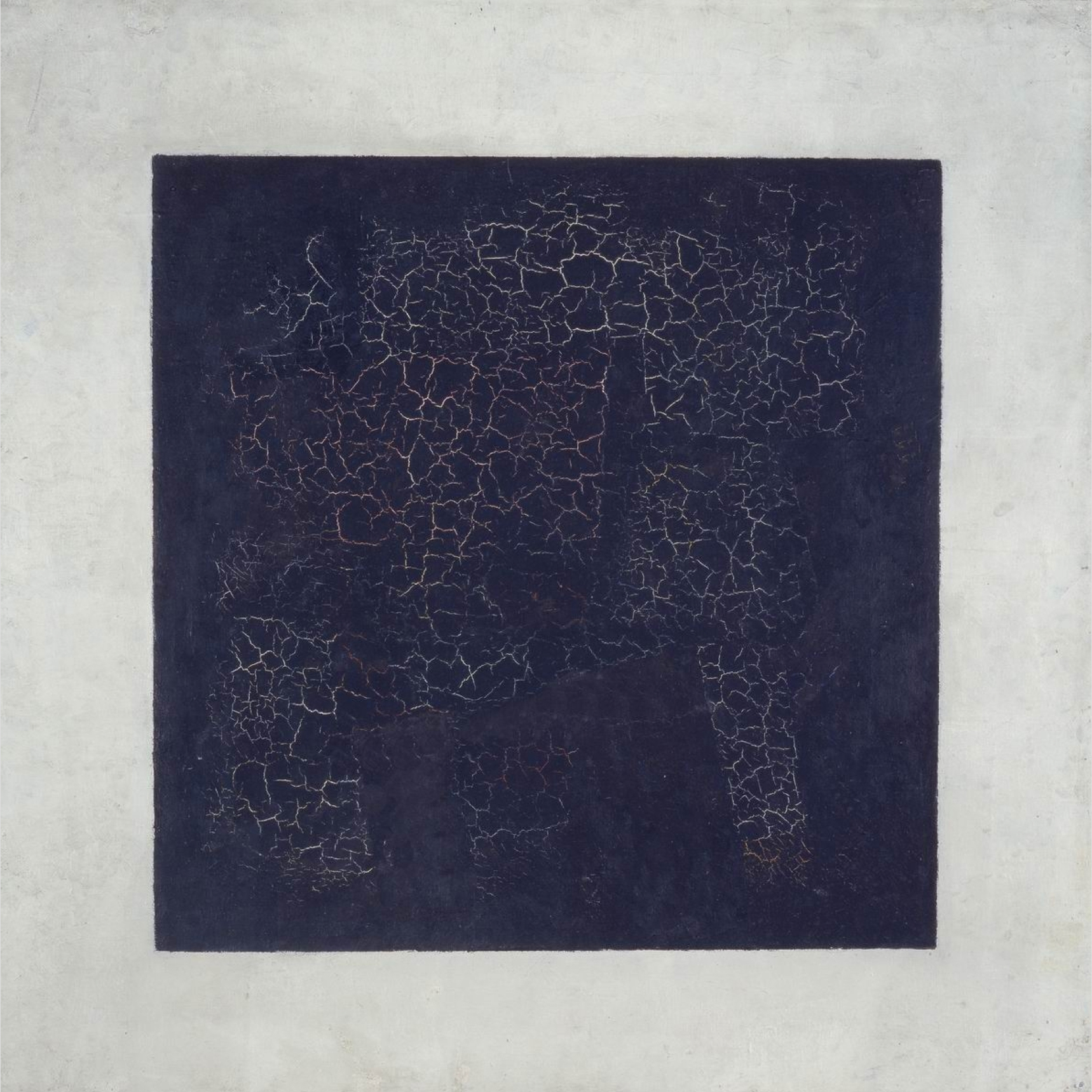
"Hình vuông đen", tranh của Kazimir Malevich, 1915

Trừu tượng Hình học là một hình thức nghệ thuật trừu tượng dựa trên việc sử dụng các dạng hình học và đôi khi, mặc dù không phải luôn luôn, được đặt trong không gian phối cảnh và kết hợp thành các tác phẩm phi hình thể (phi trình diễn). Mặc dù thể loại này đã được phổ biến rộng rãi bởi các họa sĩ tiên phong (avant-garde) vào đầu thế kỷ XX, các họa tiết tương tự đã được sử dụng trong mỹ thuật từ thời xa xưa.

## Lịch sử
Trừu tượng Hình học có mặt ở nhiều nền văn hóa trong suốt chiều dài lịch sử, đóng vai trò là họa tiết trang trí những cũng tự nó cũng có thể trở thành các tác phẩm nghệ thuật. Nghệ thuật Hồi giáo,  mà cấm miêu tả các nhân vật tôn giáo, là một ví dụ điển hình của nghệ thuật dựa trên hình học này. Loại hình này đã tồn tại hàng thế kỷ trước phong trào châu Âu và theo nhiều cách ảnh hưởng đến trường phái phương Tây này. Thường được sử dụng và gắn liền với kiến trúc của các nền văn minh Hồi giáo trải dài từ thế kỷ thứ 7 đến thế kỷ 20, các dạng hình học được sử dụng như những cầu nối thị giác giữa tâm linh với khoa học và nghệ thuật, cả ba đều là chìa khóa cho tư duy Hồi giáo về thời gian.

## Phân tích hàn lâm

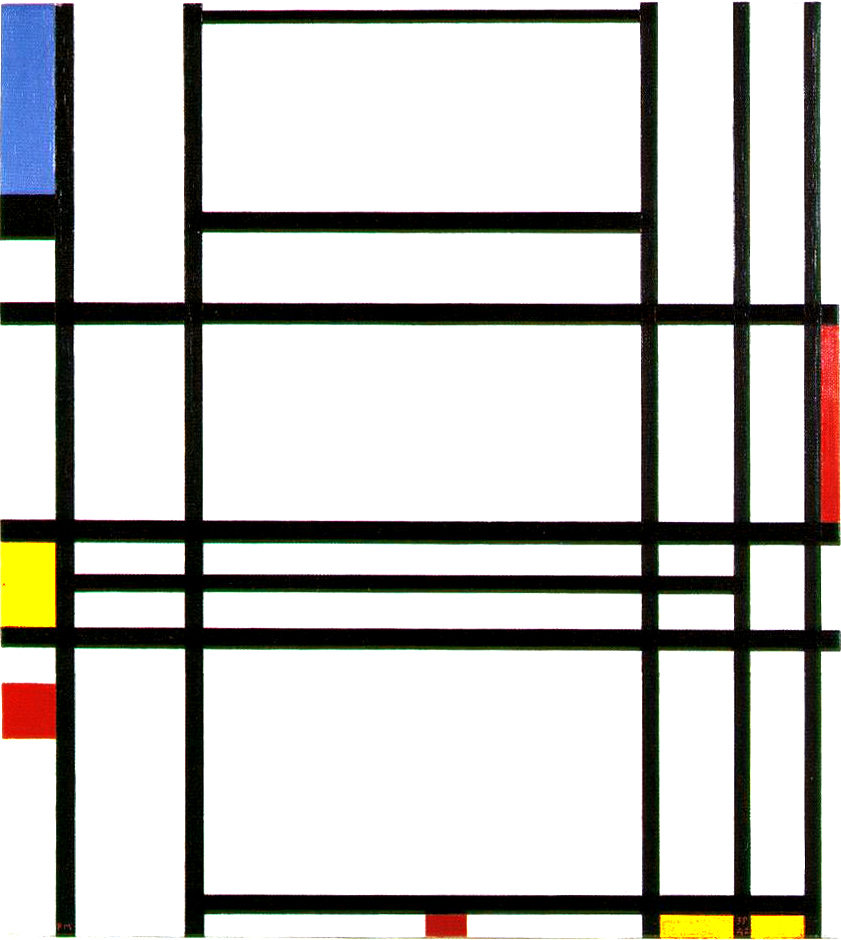
"Sáng tác số 10", Piet Mondriaan, 1939-1942

Trong suốt của tranh luận nghệ thuật thế kỷ 20 lịch sử, các nhà phê bình và họa sĩ làm việc với chủ nghĩa rút gọn hoặc trừu tượng thuần túy thường gợi ý rằng trừu tượng Hình học đại diện cho đỉnh cao của một thực hành nghệ thuật phi vật thể, nhấn mạnh hoặc khiến người ta chú ý đến độ dẻo dai và không gian hai chiều của bức tranh. Do đó, người ta gợi ý rằng trừu tượng Hình học có thể đóng vai trò như một câu trả lời cho các vấn đề liên quan của họa sĩ Hiện đại trong việc vứt bỏ các ảo ảnh thực tiễn trong quá khứ trong khi đối mặt với bản chất hai chiều vốn có của mặt phẳng hình ảnh, mà tấm canvas sẽ làm giá đỡ. Wassily Kandinsky, một trong những người tiên phong của bức tranh phi vật thể thuần túy, là một trong những nghệ sĩ hiện đại đầu tiên khám phá phương pháp hình học này trong tác phẩm trừu tượng của mình. Các ví dụ khác về những người tiên phong như Kasimir Malevich và Piet Mondrian cũng đã chấp nhận cách tiếp cận này đối với tranh trừu tượng. Bức họa của Mondrian “Sáng tác số 10” (1939–1942) xác định rõ ràng phương pháp căn bản nhưng cổ điển của ông khi xây dựng các đường ngang và dọc, như Mondrian đã viết, "được dựng với nhận thức, nhưng không phải với tính toán, được dẫn dắt bởi trực giác cao, chúng đem đến hòa hợp và nhịp điệu. "
Cũng giống như có cả hai Hình học hai chiều và ba chiều, nghệ thuật điêu khắc trừu tượng của thế kỷ 20 cũng chịu không ít bị ảnh hưởng hơn là vẽ bằng các khuynh hướng hình học hóa. Ví dụ như, Georges Vantongerloo  và Max Bill, , có lẽ nổi tiếng nhất về tác phẩm điêu khắc hình học của họ, mặc dù cả hai đều là họa sĩ; và thực sự, những lý tưởng về trừu tượng Hình học hoàn hảo được tìm thấy trong việc đặt tên (ví dụ, "Xây dựng trong hình cầu" của Vantongerloo) và tuyên bố (ví dụ, như Bill tuyên bố rằng "Tôi có ý kiến rằng đó là khả thi cho phát triển một loại nghệ thuật mà phần lớn dựa trên "cơ sở của tư duy toán học.") Trường phái trừu tượng Biểu hiện, như được thực hành bởi các nghệ sĩ như Jackson Pollock, Franz Kline, Clyfford Still, và Wols, đại diện cho sự đối lập của trừu tượng Hình học.

## Mối quan hệ với âm nhạc

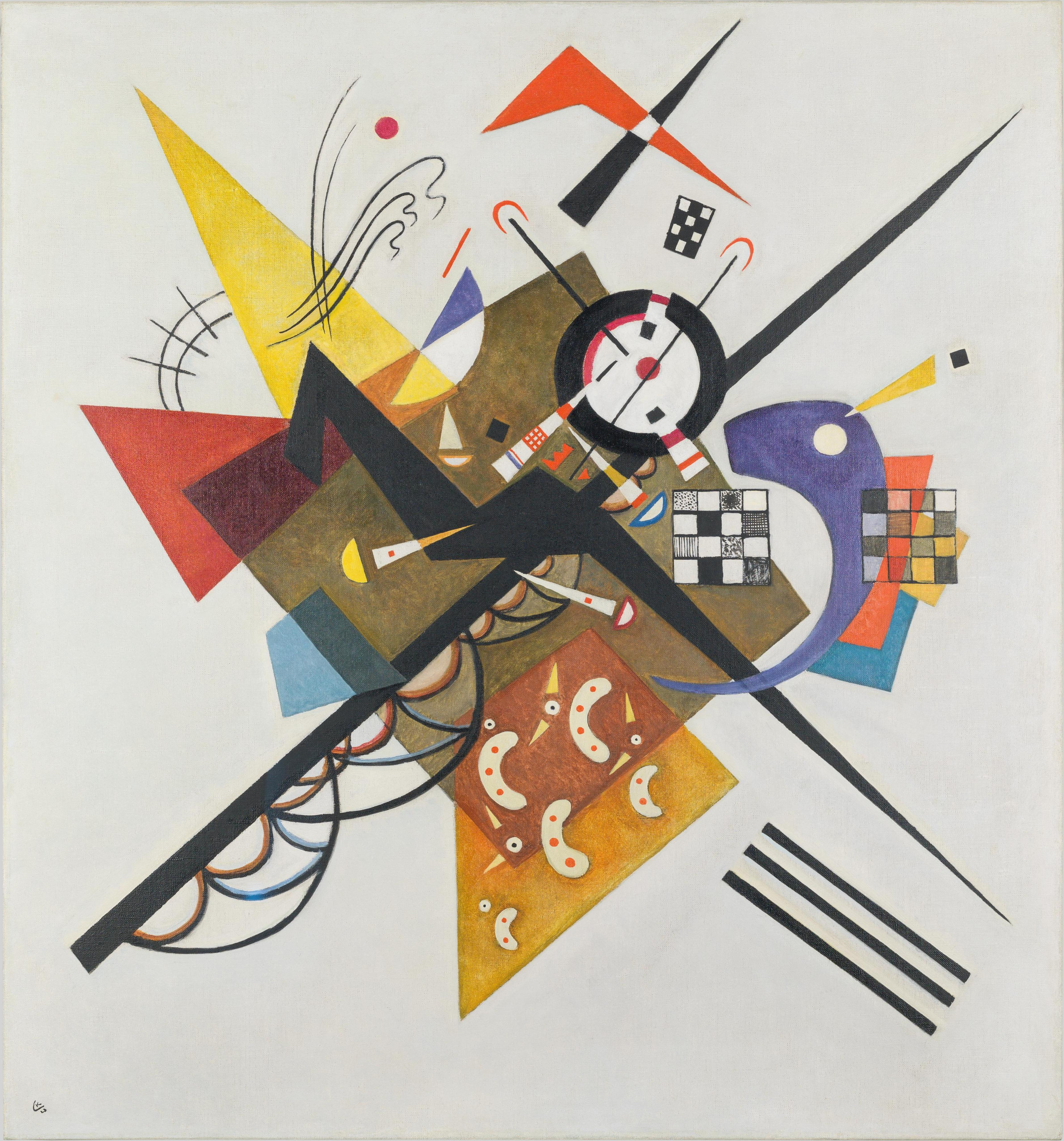
Wassily Kandinsky, Trên nền trắng II (1923)

Nghệ thuật trừu tượng trong lịch sử cũng được liên kết với âm nhạc trong khả năng truyền tải cảm xúc hoặc biểu lộ cảm xúc và ý tưởng mà không cần dựa đến các vật thể khách quan có thể nhận ra trong thực tế. Wassily Kandinsky đã thảo luận mối liên hệ này giữa âm nhạc và hội họa, cũng như cách âm nhạc cổ điển đã tác động đến tác phẩm của ông, trong bài luận tiên phong Bàn về Tinh thần trong nghệ thuật.

## Các họa sĩ nổi bật
Các họa sĩ nổi bật có thể kể đến như
- Josef Albers
- Richard Anuszkiewicz
- Mino Argento[4]
- Hans Arp
- Rudolf Bauer
- Willi Baumeister
- Karl Benjamin
- Max Bill
- Ilya Bolotowsky
- Patrick Henry Bruce
- Kenneth Wayne Bushnell
- Ilya Chashnik
- Joseph Csaky
- Nassos Daphnis
- Ronald Davis
- Robert Delaunay
- Sonia Delaunay
- Tony DeLap
- Jean Dewasne
- Burgoyne Diller
- Theo van Doesburg
- Thomas Downing
- Lorser Feitelson
- María Freire
- Günter Fruhtrunk
- Albert Gleizes
- Frederick Hammersley
- Mary Henry
- Gottfried Honegger
- Bryce Hudson
- Al Held
- Auguste Herbin
- Hans Hofmann
- Budd Hopkins
- Wassily Kandinsky
- Ellsworth Kelly
- Hilma af Klint
- Ivan Kliun
- František Kupka
- Pat Lipsky
- El Lissitzky
- Michael Loew
- Peter Lowe
- Kazimir Malevich
- Agnes Martin
- Kenneth Martin
- John McLaughlin
- Peter Hugo McClure
- Laszlo Moholy-Nagy
- Vera Molnár
- Piet Mondrian
- François Morellet
- Aurélie Nemours
- Barnett Newman
- Kenneth Noland
- Alejandro Otero
- Rinaldo Paluzzi
- I. Rice Pereira
- Francis Picabia
- Ad Reinhardt
- Jack Reilly
- Bridget Riley
- Ivo Ringe
- Alexander Rodchenko
- Morgan Russell
- Sean Scully
- Victor Servranckx
- Leon Polk Smith
- Henryk Stażewski
- Jeffrey Steele
- Frank Stella
- Sophie Taeuber-Arp
- Leo Valledor
- Georges Vantongerloo
- Victor Vasarely
- Friedrich Vordemberge-Gildewart
- Charmion von Wiegand
- Zanis Waldheims
- Gordon Walters
- Neil Williams
- Stanton Macdonald-Wright
- Larry Zox